# Terner (dokumentarfilm)
 For alternative betydninger, se Terner (flertydig). (Se også artikler, som begynder med Terner)
Terner er en dansk naturfilm fra 1954.

## Handling
Ternerne kommer til Danmark fra Vestafrika i begyndelsen af maj og rejser bort igen i august. Der findes forskellige arter, som alle er udmærkede flyvere. De lægger 2-3 æg; reden har ofte et underlag af tørre gåseekskrementer. Splitterner fodrer deres unger med småfisk, mens sandternerne ikke fanger fisk, men tager insekter og frøer på landjorden.